# Solstreif Island
Solstreif Island ist eine Insel vor der Danco-Küste des Grahamlands im Norden der Antarktischen Halbinsel. Sie ist die südlichste Insel in einer kleinen Inselgruppe auf der Ostseite des Foyn Harbour in der Wilhelmina Bay.
Die Benennung der Insel erfolgte vermutlich durch Walfänger, die in diesem Gebiet operierten. Namensgeber ist das norwegische Fabrikschiff Solstreif, das zwischen 1921 und 1922 hier vor Anker gelegen hatte.